# Hrvatski akademski atletski klub Mladost
Il Hrvatski akademski atletski klub Mladost (in forma abbreviata HAAK Mladost) è una società di atletica leggera croata di Zagabria.
Fondata nel 1903, fa parte della società polisportiva Hrvatski akademski športski klub Mladost.

## Tesserati celebri
- Sandra Perković
- Eva Mustafić
- Lara Silić
- Marta Musladin
- Stjepan Strukar